# Ta Nea
Ta Néa (en grec: Τα Νέα, Les Notícies) és un diari grec fundat el 1931 i sempre publicat a Atenes. El diari és propietat de Lambrakis Press, empresa que també publica el diari To Vima. La seva línia editorial sol simpatitzar amb idees progressistes d'esquerra, i va recolzar amb claredat les polítiques del PASOK, el Moviment Socialista Panhel·lènic, durant els seus governs en les dècades dels anys 80 i 90. Alguns dels seus columnistes prominents són Yannis Pretenderis, Pavlos Tsimas i Stavros Theodorakis. "Ta Nea" és també el nom d'un diari australià d'informació grega relacionada produït a Melbourne pels Greek Media Group.